# Comptosia paucispina
Comptosia paucispina är en tvåvingeart som beskrevs av Yeates 1991. Comptosia paucispina ingår i släktet Comptosia och familjen svävflugor.
Artens utbredningsområde är Western Australia. Inga underarter finns listade i Catalogue of Life.